# Ploužnice (Lomnice nad Popelkou)
Ploužnice je částí města Lomnice nad Popelkou. Leží na úpatí hory Tábor při silnici z Lomnice nad Popelkou do Jičína.

## Historie
První písemná zmínka o vesnici pochází z roku 1608.
Ploužnice náležela původně k Bradleci, ač se u něho roku 1533 až 1539 výslovně neuvádí. Teprve roku 1608 je Ploužnice jmenována mezi vesnicemi, jež s kumburským panstvím od Jana Rudolfa Trčky z Lípy koupil Zikmund II. Smiřický ze Smiřic. Roku 1627 Albrecht z Valdštejna založil kartuziánský klášter ve Valdicích a daroval mu panství Radim-Pecku se dvanácti vesnicemi, mezi nimiž byla Ploužnice. Po třicetileté válce roku 1654 zde byly jen 3 pusté chalupnické grunty. Od roku 1878 byla samostatnou obcí a v roce 1964 se stala osadou města Lomnice nad Popelkou.

## Spolky
Ve vsi působí od roku 1909 Sbor dobrovolných hasičů Ploužnice.

## Fotogalerie

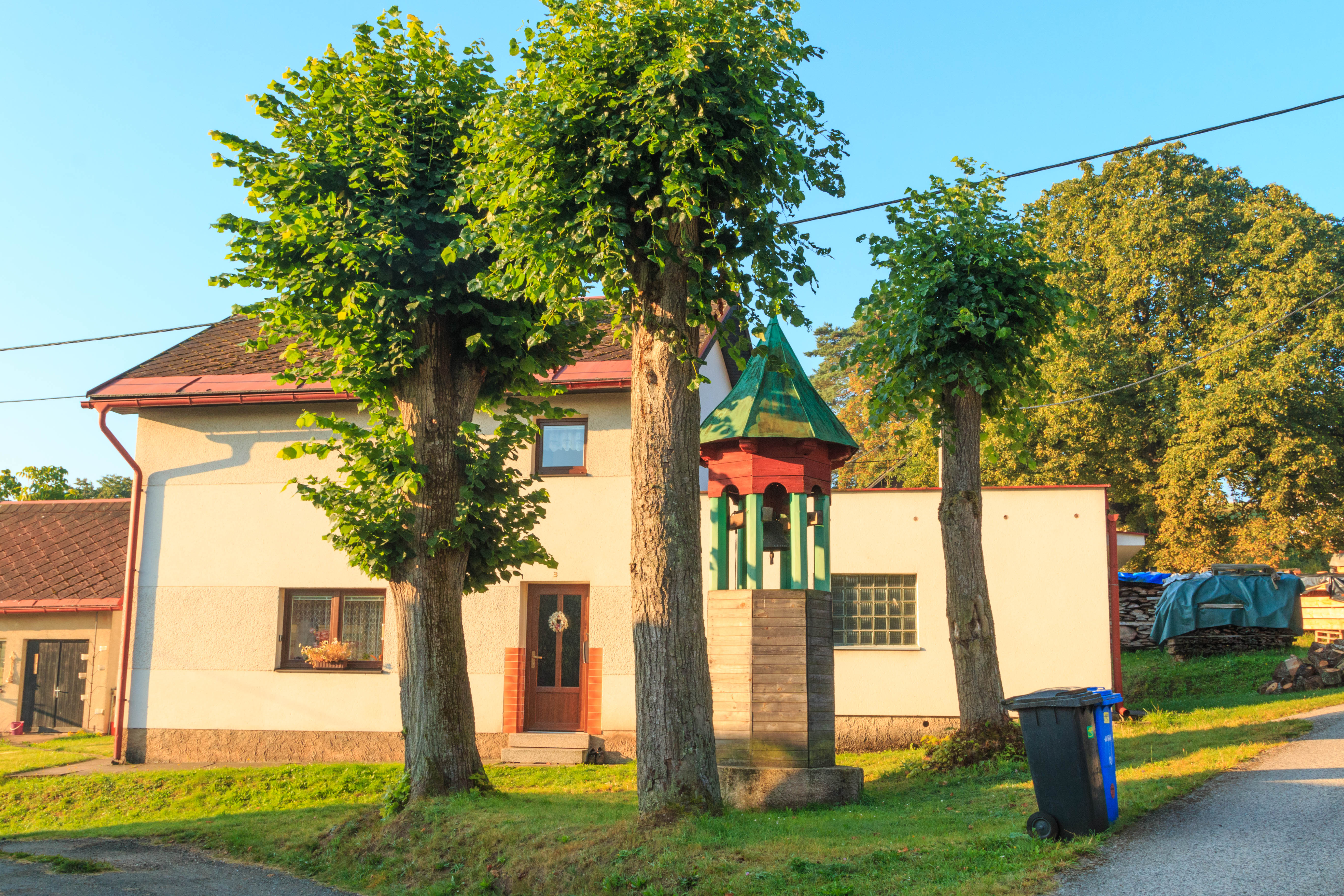
Zvonička
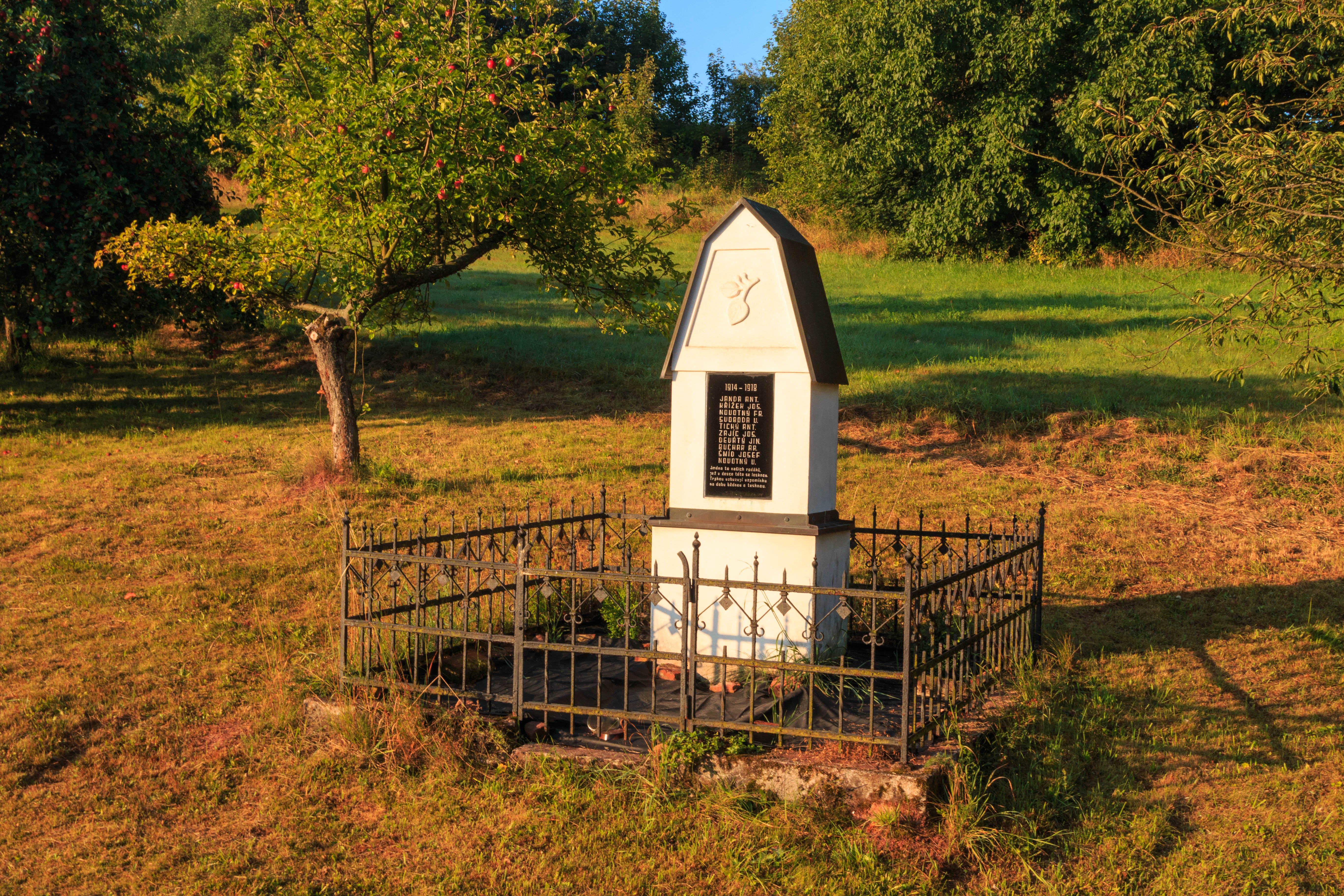
Pomník padlým
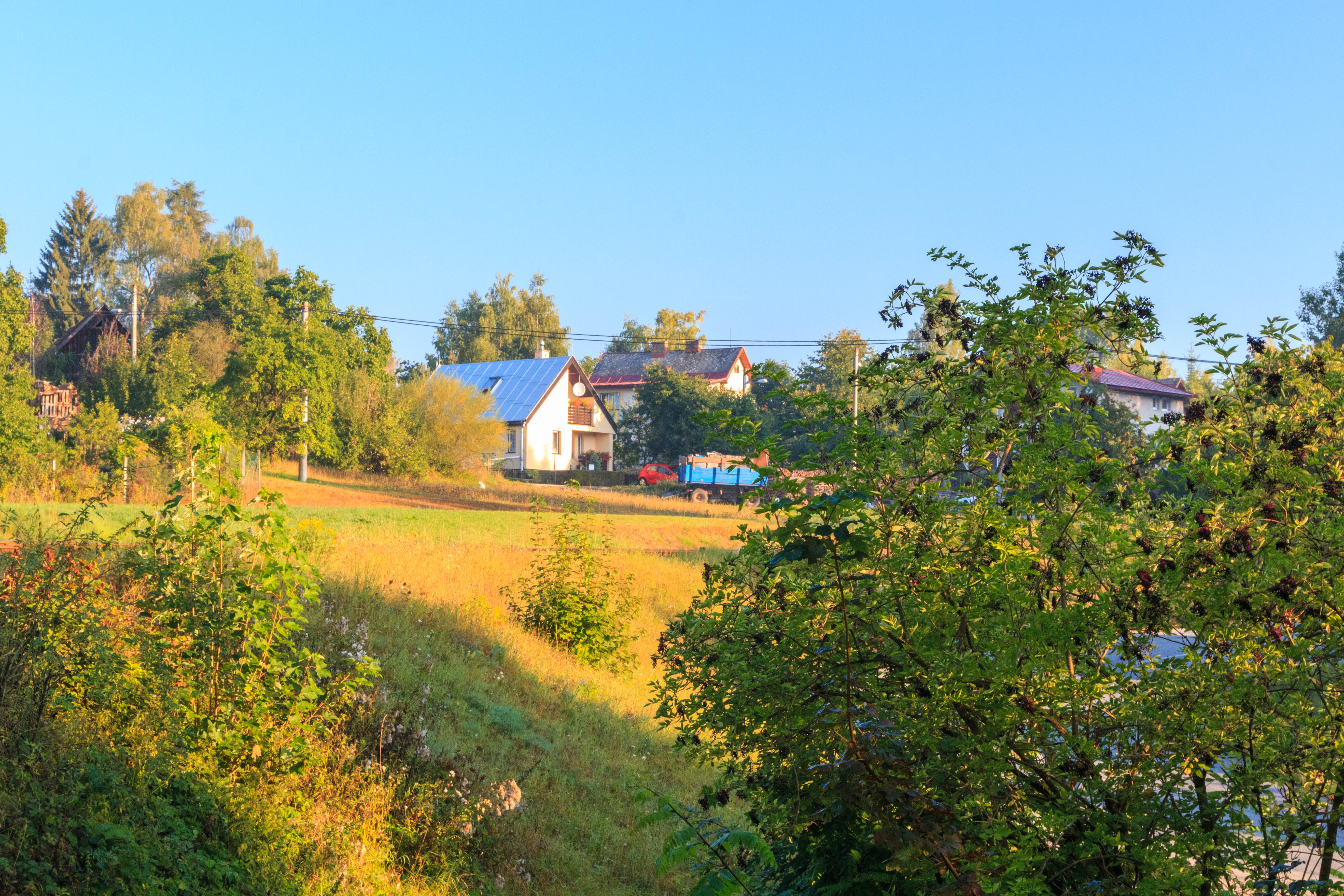
Ploužnice
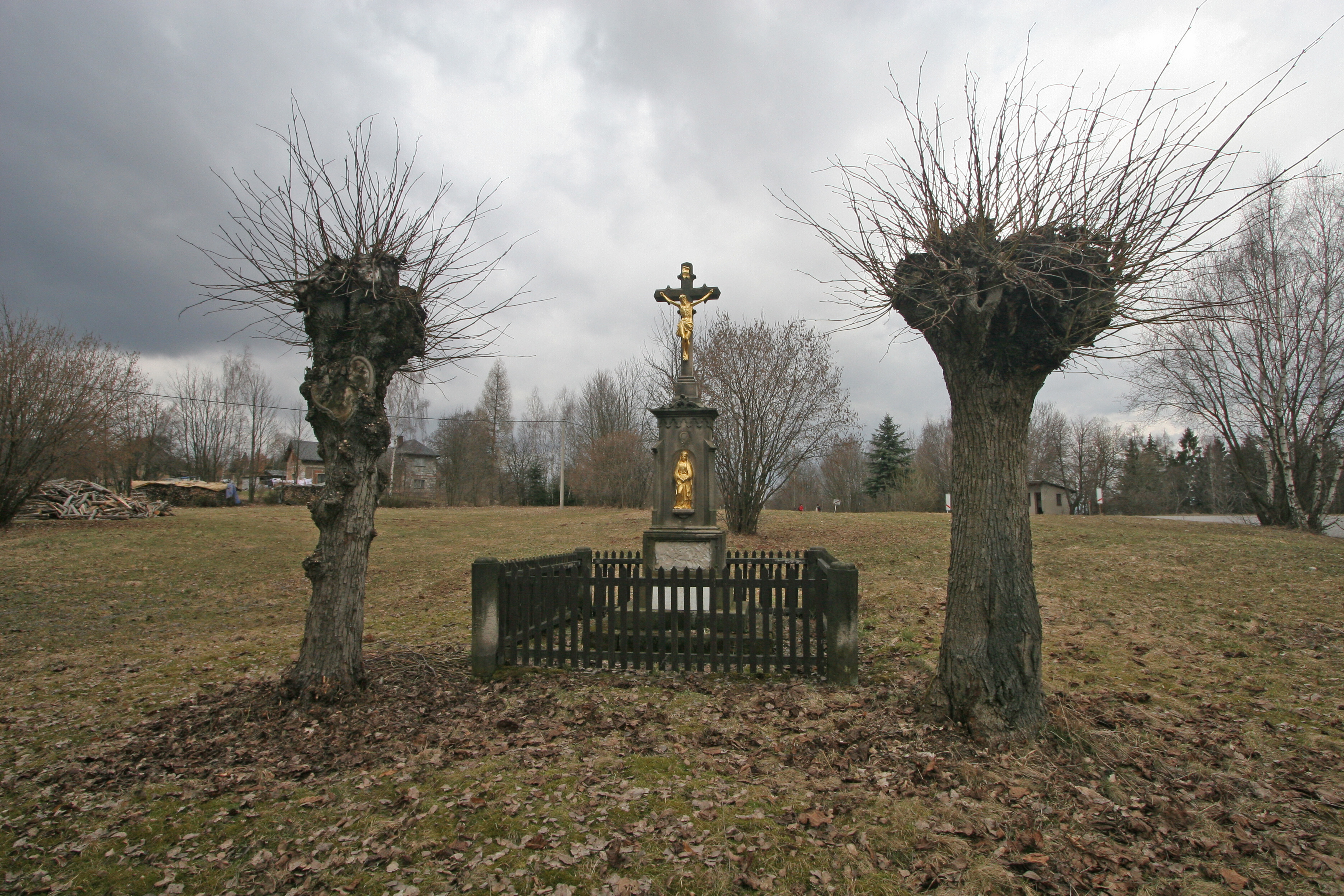
Křížek u hospody